# Salacia aneityensis
Salacia aneityensis är en benvedsväxtart som beskrevs av André Guillaumin. Salacia aneityensis ingår i släktet Salacia och familjen Celastraceae. Inga underarter finns listade.